# Marduk (groupe)
Pour les articles homonymes, voir Marduk (homonymie).
Marduk est un groupe suédois de black metal, originaire de Norrköping.

## Histoire

### Formation et débuts (1990–1995)
Marduk est formé en Suède en 1990, sur les restes de Abhor, ancien groupe de Morgan Hakansson (Evil de Abruptum) et Rickard Kalm. Marduk est donc composé à l'origine de Morgan Hakansson aux guitares, Rickard Kalm à la basse, Andreas Axelsson au chant, et Joakim Af Gravf à la batterie. Ils représentent l'un des premiers groupes de la branche suédoise du black metal. Leur nom vient de la religion assyrienne, où Marduk était le dieu suprême, terrassant Tiamat et Kingu, les dragons du chaos.[réf. nécessaire]
En 1991 sort leur première démo intitulée Fuck Me Jesus, qui sera réédité par Osmose Productions en 1996 avec une pochette montrant une femme se masturbant avec un crucifix,. Niveau musical, avec un style très death metal, comme leurs influences norvégiennes. Dès la fin de la même année, en même temps que Darkthrone avec A Blaze in the Northern Sky en Norvège, Marduk enregistre une autre démo Here's No Peace. Le style ressemble désormais beaucoup plus à du black metal. En 1992, ils signent avec No Fashion Records et sortent leur premier album, Dark Endless,. Andreas Axelsson quitte le groupe, laissant Joakim Af Gravf (ou Gothberg) assurer la batterie et le chant simultanément. Au niveau guitares, un second guitariste s'ajoute : Magnus « Devo » Andersson. C'est également à ce moment que Rickard Kalm quitte le groupe pour laisser sa place à B.War. Le label français Osmose Productions s'intéresse alors de très près au groupe, et le signe en 1993. Le 11 octobre la même année, le groupe fait paraître son deuxième album, Those of the Unlight,. Le changement de label leur permet de partir en tournée en 1994 avec Immortal dans toute l'Europe. Après la sortie de cet l'album le batteur et chanteur devient simple chanteur du groupe en laissant le rôle de batteur à Frederik Andersson. Le second guitariste Devo lui quitte le groupe. Dans la foulée, ils sortent fin 1994 leur troisième album, Opus Nocturne,, et repartent aussitôt en tournée avec Enslaved. En 1995, devant le succès croissant du groupe, la première démo Fuck Me Jesus est rééditée en CD, avec la pochette originale, ce qui leur vaut des problèmes avec la censure. Le CD sera banni de sept pays. Le chanteur Joakim quitte alors le groupe, et est remplacé par Legion.

### Nouveaux albums (1996–2005)

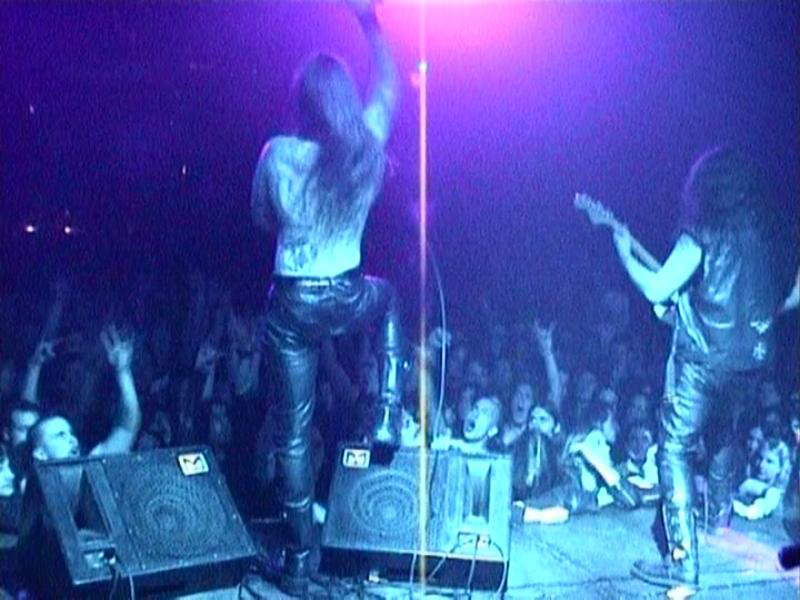
Marduk sur scène à Paris, en France, en 2003.

En juin 1996 sort le quatrième album de Marduk, Heaven Shall Burn... When We Are Gathered, le mieux accueilli par les fans de black metal, et un tournant considérable de leur carrière. Ils sortent ensuite vers fin 1996 Glorification, un mini-CD de diverses reprises, puis en 1997, Live in Germania, enregistré lors de leur précédente tournée. Là encore, la pochette de l'album fera parler d'elle, certaines personnes associant l'aigle germanique figurant sur la pochette à un symbole nazi. En 1997, No Fashion ressort de vieux enregistrements de la première époque et les compile en un mini-CD intitulé Here's No Peace. En 1998, alors que des groupes comme Cradle Of Filth ou Dimmu Borgir sont à leur apogée et que le black metal commence à avoir une reconnaissance un peu plus élargie, Marduk prend le contre-pied et fait paraître un album concentré de violence et de haine et dépourvu de tout clavier intitulé Nightwing. Alors qu'on[Qui ?] croyait qu'il serait difficile d'aller plus loin que la première partie de Nightwing, l'album étant divisé en deux parties, Marduk fait paraître en 1999 Panzer Division Marduk, sans doute[Interprétation personnelle ?] l'un des albums les plus brutaux de tous les temps.[réf. nécessaire] Ils partent une fois de plus en tournée pour promouvoir l'album, et feront eux aussi un passage à La Loco, à Paris, en France. Cette tournée française sera utilisée pour la réalisation d'un double live, successeur de Live In Germania, intitulé Infernal Eternal.
La sortie de Infernal Eternal marque la fin de la coopération entre Marduk et Osmose Productions, pour « diverses raisons » selon Marduk. Désormais, le groupe est managé par le label de Morgan, Bloddawn Productions, avec lequel ils sortent donc leur double live Infernal Eternal, et leur nouvel album studio, La Grande Danse macabre. En 2002 sort le nouveau Mcd de Marduk, intitulé Hearse et mettant en scène le nouveau batteur, Emil Dragutinovic, qui remplace Andersson, celui-ci voulant se consacrer à sa vie de famille. Dragutinovic est le rejeton[style à revoir] du groupe local appelé The Legion. Lors de l'écoute de Hearse, on[Qui ?] ne peut que louer la technique du nouveau batteur, bien plus rapide que son prédécesseur[non neutre]. Un clip du titre éponyme sera enregistré. Ce MCD sera la promotion de World Funeral, un album qui marque un nouveau palier pour ce groupe[réf. nécessaire]. Le son est propre et, la musique est plus brutale que sur les derniers ouvrages (La Grande Danse macabre notamment)[réf. nécessaire]. Cet album marque aussi le départ du chanteur charismatique Legion, remercié par Morgan en même temps que le bassiste B.War, pourtant présent depuis plus de dix ans. Les deux musiciens sont depuis dans le groupe Rebelangels, qui joue du heavy metal. En 2004, le nouveau Marduk arrive avec leur seizième album, Plague Angel. Un nouveau bassiste et un nouveau chanteur : Arioch (ou Mortuus), issu des formations brutales, plus underground Triumphator (avec Andersson derrière les « fûts ») mais surtout Funeral Mist. L'album est une vraie réussite et marque un nouveau départ pour le groupe[réf. nécessaire]. En décembre 2004, Deathmarch, un EP de quatre titres sort contenant une version différente de Steel Inferno (présente sur Plague Angel), l'inédit Tod and Vernichtung et les deux répétitions de The Hangman of Prague et de Throne of Rats.

### Rééditions etFrontschwein(depuis 2006)

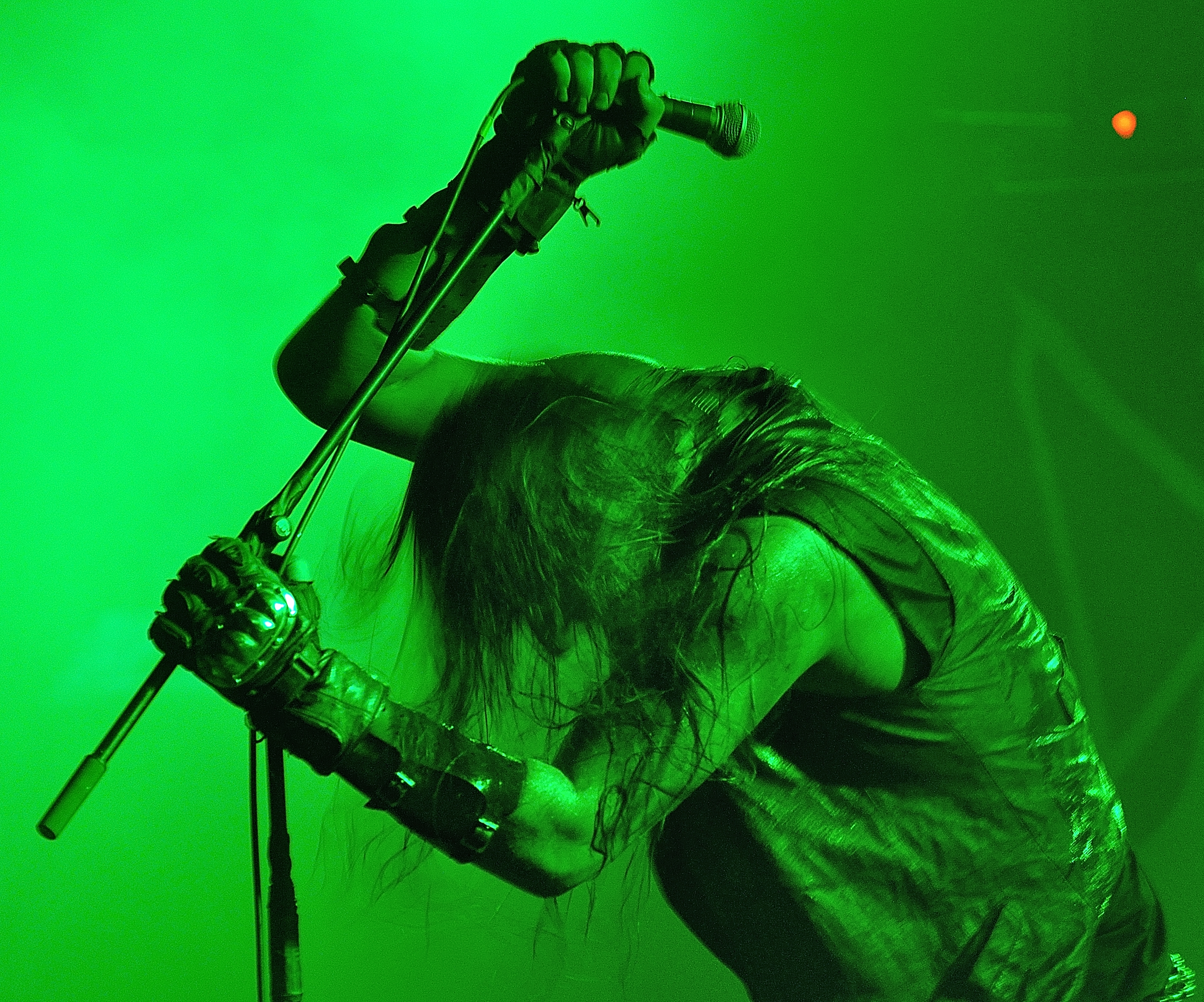
Daniel « Mortuus » Rostèn, 2015

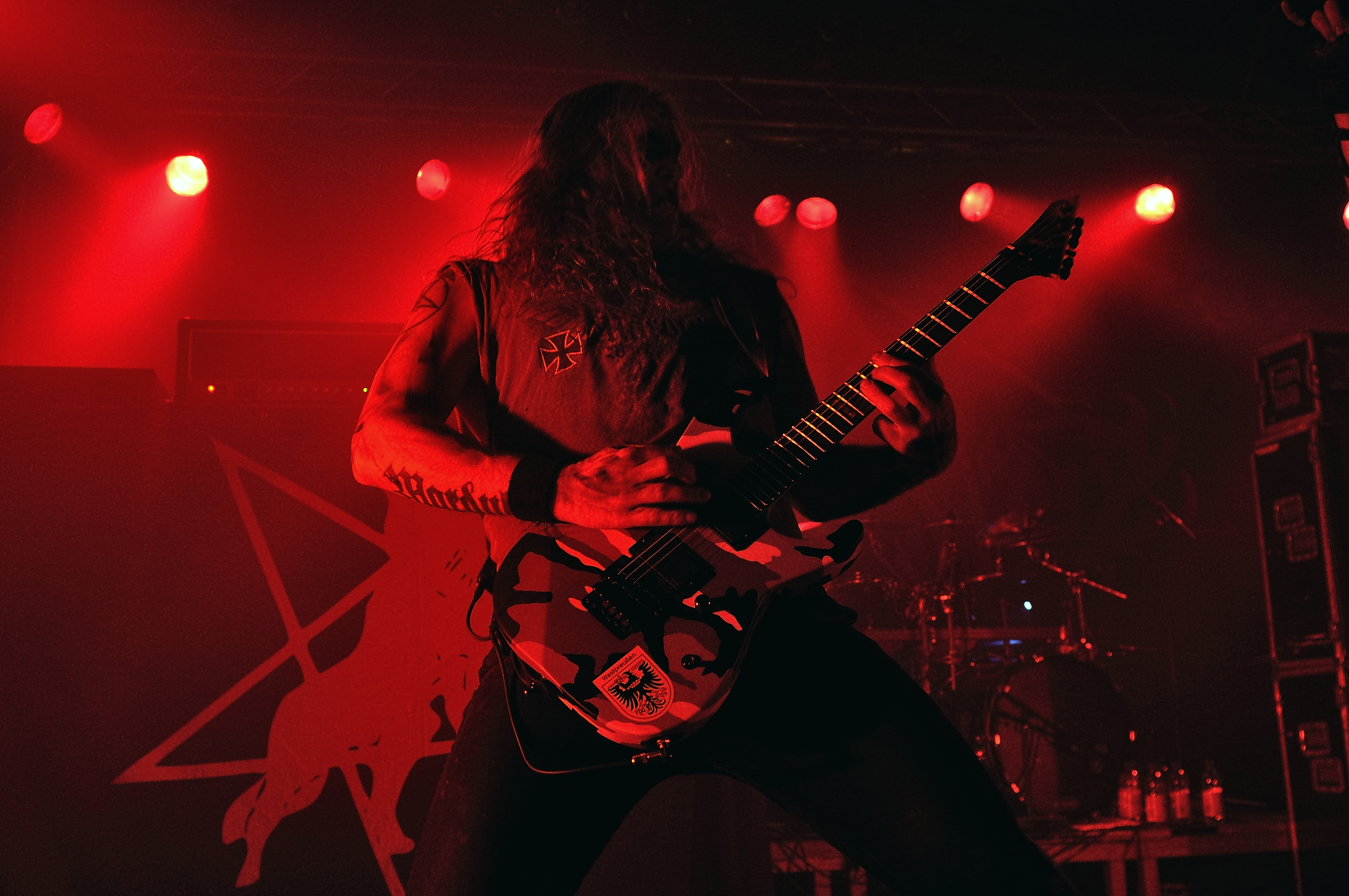
Morgan Steinmeyer Håkansson, 2015

Le groupe fait paraître en 2006 une réédition de World Funeral, incluant un DVD, le mini CD Hearse et le CD World Funeral ; une réédition de La Grande Danse macabre contenant elle aussi un DVD du concert filmé le 12 décembre 2002 au Party San (à Essen). Leur nouveau DVD Blood, Pure Salvation présente le live de la tournée de Plague Angel filmé à Tilbourg. En janvier 2007, le batteur Emil Dragutinovic quitte le groupe après avoir enregistré le nouvel album Rom 5:12 (et peut donc s'occuper de son propre groupe de black metal The Legion. Il rejoindra par la suite Legion au sein du groupe Devian), qui est sorti en avril 2007. Ce nouvel album confirme un retour au black metal « noir et lent » (même si la plupart des chansons sont toujours aussi rapides que sur les précédents disques) initié par le précédent disque. Le nouveau batteur, qui se lance en tournée avec le groupe en février de cette année, se nomme Lars B. Leur onzième album, Wormwood, est sorti en 2009, suivi peu après par Serpent Sermon, en 2012.
Le groupe annonce mi-2014 l'enregistrement d'un nouvel album dont la liste des titres et la couverture sont révélées en novembre la même année. En décembre 2014, le groupe révèle les détails de leur nouvel album Frontschwein.

### Viktoria(Depuis 2018)
Le dernier album du groupe s'intitule Viktoria et sort le 22 juin 2018.

## Style musical
Marduk est formé par Morgan Steinmeyer Håkansson comme le « groupe le plus blasphématoire dans le monde. » Leur style musical était au départ du death metal influencé par le black metal mais au fil des années, le groupe adopte un son et une imagerie plus proche du black metal traditionnel.
Les thèmes abordés principalement par Marduk sont le satanisme, l'anti-christianisme, les récits bibliques, la mort, l'histoire de l'Allemagne sous le IIIe Reich et la Seconde Guerre mondiale. Les deux derniers albums sont un ajout ultérieur de leurs thèmes lyriques conceptuels, provenant de Panzer Division Marduk. Marduk enregistre des chansons supplémentaires relatives à ces chapitres de l'histoire humaine, tels que The Hangman of Prague (surnom de Reinhard Heydrich - le commandant en second de la SS), Night of the Long Knives, Deathmarch et autres chansons.[réf. nécessaire]

## Membres

### Membres actuels
- Morgan « Evil » Steinmeyer Håkansson – guitare (depuis 1990)
- Daniel « Mortuus » Rostén – chant (depuis 2004)
- Simon « Bloodhammer » Schilling - Batterie (depuis 2019)
- * Magnus « Devo » Andersson – basse (2004-2019, 2023), guitare (1992–1994)

### Anciens membres
- Rikard Kalm – basse (1990–1992)
- Andreas Axelsson – chant (1990–1993)
- Joakim Göthberg (Af Gravf) – batterie (1990–1993), chant (1993–1995)
- B. War (Roger « Bogge » Svensson) – basse (1992–2004)
- Fredrik « Froding » Andersson – batterie (1993–2002)
- Kim Osara – guitare (1995–1996)
- Erik « Legion » Hagstedt – chant (1995–2003)
- Emil Dragutinovic – batterie (2002–2006)
- Lars Brodesson - batterie (2006-2013)
- Fredrik Widigs – batterie (2013-2018)
- Joel Lindholm – basse (2020-2023)

## Discographie

### Albums studio
- 1992 : Dark Endless
- 1993 : Those of the Unlight
- 1994 : Opus Nocturne
- 1996 : Heaven Shall Burn... When We Are Gathered
- 1998 : Nightwing
- 1999 : Panzer Division Marduk
- 2001 : La Grande Danse macabre
- 2003 : World Funeral
- 2004 : Plague Angel
- 2007 : Rom 5:12
- 2009 : Wormwood
- 2012 : Serpent Sermon
- 2015 : Frontschwein
- 2018 : Viktoria
- 2023 : Memento Mori

### Lives et compilations
- 1997 : Live in Germania
- 2000 : Infernal Eternal
- 2002 : Blackcrowned
- 2006 : Warschau

### Démos et EP
- 1991 : Fuck Me Jesus
- 1996 : Glorification
- 1997 : Here's No Peace
- 2000 : Obedience
- 2004 : Deathmarch
- 2011 : Iron Dawn

### Singles
- 2002 : Slay the Nazarene
- 2003 : Hearse
- 2023 : Blood of the Funeral